# دو یتیم (فیلم ۱۹۵۴)
دو یتیم (به ایتالیایی: Le due orfanelle) فیلمی فرانسوی-ایتالیایی در سبک تاریخی و ملودرام به کارگردانی جاکومو جنتیلومو و با بازی میریام برو، میلی ویتاله و آندره لوگه محصول سال ۱۹۵۴ است.

## بازیگران
- میریام برو
- میلی ویتاله
- فرانکو اینترلنگی
- ژاک کستلو
- گابریل دورزیا
- آندره‌آ ککی
- آدریانا بنتی
- میرکو الیس
- جوزپه پورلی
- پائولو پلی
- ساندرو روفینی
- آلساندرو فرسن
- میراندا کامپا
- کارلو دوسه
- نادیا گری
- فرانکو فانتازیا
- آلبرتو فارنزه

## کتابشناسی
- Klossner, Michael. The Europe of 1500-1815 on Film and Television. McFarland, 2002.